# EHF Challenge Cup 2004/05
Am EHF Challenge Cup 2004/05 nahmen 34 Handball-Vereinsmannschaften teil, die sich in der vorangegangenen Saison in ihren Heimatländern für den Wettbewerb qualifiziert hatten. Es war die 5. Austragung des Challenge Cups.
Titelverteidiger war das schwedische Team IFK Skövde HK. Die Pokalspiele begannen am 8. Oktober 2004, das zweite Finalspiel fand am 8. Mai 2005 statt. Im Finale konnte sich das schweizerische Team Wacker Thun gegen den portugiesischen Vertreter Académico Basket Clube durchsetzen.

## Modus
Der Wettbewerb startete in Runde 2 mit einer in diesem Jahr neu eingeführten Gruppenphase mit einer Gruppe mit 4 Mannschaften in der jeder gegen jeden in einfacher Runde spielte. Die beiden Gruppenersten zogen in Runde 3 ein, in der weitere, höher eingestufte, Mannschaften einstiegen. Ab dieser Runde, inklusive des Finales, wurden im K.-o.-System mit Hin- und Rückspiel gespielt. Der Gewinner des Finales war EHF Challenge Cup Sieger der Saison 2004/05.

## Runde 2

### Gruppe A
Alle Spiele der Gruppe fanden vom 8. Oktober 2004 bis 10. Oktober 2004 in São Bernardo in Portugal statt.
| Pl. | Mannschaft              | Sp. | S | U | N | Tore     | Diff. | Punkte |
| --- | ----------------------- | --- | - | - | - | -------- | ----- | ------ |
| 1.  | CD São Bernardo         | 3   | 3 | 0 | 0 | 0118:540 | +64   | 6      |
| 2.  | Lusis Akademikas Kaunas | 3   | 2 | 0 | 1 | 0116:570 | +59   | 4      |
| 3.  | HC Tbilisi              | 3   | 1 | 0 | 2 | 067:1100 | −43   | 2      |
| 4.  | Tryst 77 HC             | 3   | 0 | 0 | 3 | 043:1230 | −80   | 0      |

#### Ergebnisse der Gruppenspiele
- CD São Bernardo – HC Tbilisi 43:16
- Lusis Akademikas Kaunas – Tryst 77 HC 46:8
- CD São Bernardo – Tryst 77 HC 43:14
- Lusis Akademikas Kaunas – HC Tbilisi 46:17
- CD São Bernardo – Lusis Akademikas Kaunas 32:24
- HC Tbilisi – Tryst 77 HC 34 : 21

## Runde 3
|                        | Gesamt |                          | Hinspiel | Rückspiel |
| ---------------------- | ------ | ------------------------ | -------- | --------- |
| RK Borac Banja Luka    | 52:50  | HV KRAS/Volendam         | 34:22    | 18:28     |
| HC Browary             | 61:76  | CD São Bernardo          | 32:38    | 29:38     |
| Newa St. Petersburg    | 56:59  | TSV St. Otmar St. Gallen | 30:26    | 26:33     |
| AC Latsia Nicosia      | 65:68  | Milli Piyango SC         | 35:36    | 30:32     |
| Red Boys Differdange   | 49:19  | HC Kutaisi               | 39:19    | 10:0      |
| HC Hard                | 67:46  | CHEV Handball Diekirch   | 31:23    | 36:23     |
| Vilniaus VHC Šviesa    | 42:70  | Wacker Thun              | 21:32    | 21:38     |
| Athinaikos Athen       | 56:40  | Pölva Serviti            | 33:21    | 23:19     |
| RK Mladost Bogdanci    | 56:55  | MRK Zrinski Mostar       | 28:24    | 28:31     |
| Fram Reykjavík         | 51:59  | SC Ploiești              | 26:32    | 25:27     |
| Ionikos Athen          | 34:45  | HK Lokomotiv Warna       | 15:18    | 19:27     |
| Vojvodina Novi Sad     | 48:61  | Fyllingen Handball       | 28:34    | 20:27     |
| Politechnyk Donezk     | 60:78  | Minaur Baia Mare         | 28:38    | 32:40     |
| Trabzon Belediyespor   | 64:67  | Lusis Akademikas Kaunas  | 33:31    | 31:36     |
| Académico Basket Clube | 62:53  | Pallamano Trieste        | 31:25    | 31:28     |
| Metaloplastika Šabac   | 67:55  | Alpi Prato               | 40:33    | 27:22     |

## Achtelfinals
|                         | Gesamt |                          | Hinspiel | Rückspiel |
| ----------------------- | ------ | ------------------------ | -------- | --------- |
| Minaur Baia Mare        | 83:52  | Red Boys Differdange     | 42:27    | 41:25     |
| Lusis Akademikas Kaunas | 50:64  | RK Borac Banja Luka      | 26:36    | 24:28     |
| RK Mladost Bogdanci     | 51:52  | Metaloplastika Šabac     | 23:21    | 28:31     |
| Fyllingen Handball      | 54:50  | Athinaikos Athen         | 24:24    | 30:26     |
| SC Ploiești             | 59:63  | TSV St. Otmar St. Gallen | 33:30    | 26:33     |
| Wacker Thun             | 63:56  | CD São Bernardo          | 34:29    | 29:27     |
| HC Hard                 | 56:37  | HK Lokomotiv Warna       | 32:19    | 24:18     |
| Milli Piyango SC        | 59:74  | Académico Basket Clube   | 28:38    | 31:36     |

## Viertelfinals
|                          | Gesamt |                        | Hinspiel | Rückspiel |
| ------------------------ | ------ | ---------------------- | -------- | --------- |
| Minaur Baia Mare         | 53:59  | Académico Basket Clube | 31:27    | 22:32     |
| TSV St. Otmar St. Gallen | 63:50  | Fyllingen Handball     | 36:28    | 27:22     |
| HC Hard                  | 54:49  | Metaloplastika Šabac   | 33:26    | 21:23     |
| RK Borac Banja Luka      | 47:56  | Wacker Thun            | 24:23    | 23:33     |

## Halbfinals
|                          | Gesamt |             | Hinspiel | Rückspiel |
| ------------------------ | ------ | ----------- | -------- | --------- |
| TSV St. Otmar St. Gallen | 64:67  | Wacker Thun | 31:27    | 33:40     |
| Académico Basket Clube   | 60:40  | HC Hard     | 33:17    | 27:23     |

## Finale
Das Hinspiel fand am 30. April 2005 in Thun statt und das Rückspiel am 8. Mai 2005 in Braga. Wacker Thun holt den ersten Europapokalsieg in die Schweiz.
|             | Gesamt |                        | Hinspiel | Rückspiel |
| ----------- | ------ | ---------------------- | -------- | --------- |
| Wacker Thun | 55:53  | Académico Basket Clube | 29:24    | 26:29     |